# As the angels reach the beauty
As the angels reach the beauty es un álbum de estudio de Graveworm, publicado en 1999 a través de Last episode. Este es el álbum más sinfónico de Graveworm, con fuertes influencias de metal sinfónico y tres interludios sinfónicos.

## Canciones
1. «A dreaming beauty»
2. «Portrait of a deadly nightshade»
3. «Ceremonial requiem» (Instrumental)
4. «Nocturnal hymns»
5. «Behind the curtain of darkness»
6. «Pandemonium»(Instrumental)
7. «Prophecies in blood»
8. «Into the dust of eden»
9. «Graveyard of angels» (Instrumental)

## Créditos
- Stefano Fiori - voz
- Stefan Unterpertinger - guitarra
- Harry Klenk - guitarra
- Didi Schraffel - bajo
- Martin Innerbichler - batería
- Sabine Mair - teclados